# Gmina Golaj
Gmina Golaj (alb. Komuna Golaj) – gmina położona w północno-zachodniej części kraju. Administracyjnie należy do okręgu Has w obwodzie Kukës.  W 2011 roku populacja wynosiła 6187 mieszkańców. Gmina graniczy z Kosowem.
W skład gminy wchodzi dwanaście górskich miejscowości: Bardhaj, Golaj, Nikoliq, Perollaj, Vlahën, Zgjeç, Qarr, Letaj, Kostur, Dobrunë, Peraj, Helshan.